# ルブクリンガウ
ルブクリンガウ（マレー語: لوبوکليڠڬاو）は、インドネシアの南スマトラ州の都市。面積は401.5km2で、人口は20万1217人(2010年)。2001年にムシ・ラワス県から分離された。

## 地理
南と西はブンクル州のレジャン・レボン県に接する。東と北はムシ・ラワス県に接する。

## 交通
ルブクリンガウはパレンバンとブンクルを結ぶ高速道路沿いに在る。公共交通は自転車タクシーと乗合タクシーが利用出来る。市から5kmの場所にシランパリ空港が有り、パレンバンとジャカルタと結ばれている。鉄道は東のパレンバンに繋がっている。ルブクリンガウ駅とパレンバンのケータパティ駅を電車が毎日往復している。

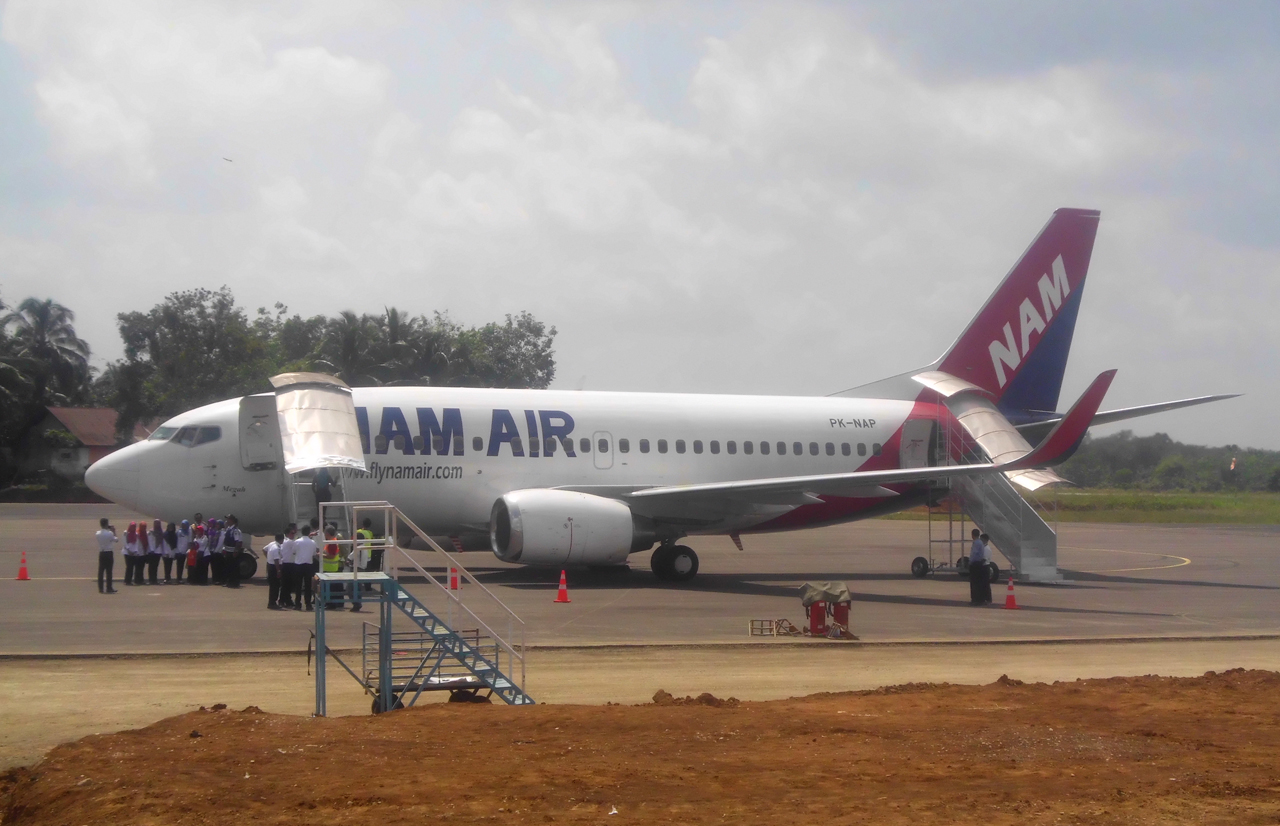
ナム航空のボーイング737-500。(シランパリ空港)